# Vânători, Mureș
Vanatori là một xã thuộc hạt Mureș, România. Dân số thời điểm năm 2002 là 3761 người.